# Donja Vlahinička
Donja Vlahinička est un village de la municipalité de Popovača (comitat de Sisak-Moslavina) en Croatie. Au recensement de 2011, le village comptait 551 habitants.